# Émile Leblanc
Émile Leblanc, architecte français, est l'architecte en chef du château de Versailles de 1848 à 1849.

## Biographie
En 1848, la Deuxième République nomme Émile Leblanc architecte en chef à Versailles pour remplacer Frédéric Nepveu, balayé par la chute de la monarchie de Juillet. Nepveu, resté seize ans en place, a profondément laissé sa marque en servant Louis-Philippe, transformant le château selon la volonté du monarque.
Émile Leblanc ne pourra en faire autant : il ne reste à Versailles que quelques mois et, dès 1849, il lui est demandé de changer de place avec Charles-Auguste Questel qui vient du château de Compiègne
Émile Leblanc devient donc architecte en chef de Compiègne et il y continue un programme de travaux décidés par son prédécesseur. Il fait de même au château de Pierrefonds qui dépend de sa compétence et où il poursuit les fouilles commencées avant lui.
Pour sa part, Questel commence à Versailles un règne ininterrompu de vingt-huit ans.